# فرودگاه صحرایی برو
فرودگاه صحرایی برو (به انگلیسی: Bero Field) یک فرودگاه خصوصی است که یک باند فرود چمن دارد و طول باند آن ۳۶۵ متر است. این فرودگاه در شهر ورنانیا، اورگن کشور ایالات متحده آمریکا قرار دارد و در ارتفاع ۲۱۳ متری از سطح دریا واقع شده‌است.